# 4495 Dassanowsky
4495 Dassanowsky este o planetă minoră (asteroid), cu un diametru de 24,429 km, din centura de asteroizi. A fost descoperită pe 6 noiembrie 1988 la Yorii Observatory⁠(d) de Masaru Arai⁠(d) și a fost numită după Elfi von Dassanowsky. 
Obiectul prezintă o orbită caracterizată de o semiaxă mare de 3,9612021 UAi, o excentricitate de 0,15, o înclinație de 5,28258 ° în raport cu ecliptica.